# Ділянка лісу (4) (втрачена)
Заповідне урочище «Ділянка лісу (4)» (втрачена) — об'єкт природно-заповідного фонду, що був оголошений рішенням Сумського Облвиконкому № 456 28.07.1970 року на землях Краснопільського лісгоспзагу (Краснопільське лісництво, квартал 74). Адміністративне розташування — Краснопільський район, Сумська область.

## Характеристика
Площа — 0,6 га. Об'єкт на момент створення був унікальним дубовими, сосновими насадженнями, віком 60 років.

## Скасування
Рішенням Сумської обласної ради № 445 від 21.08.1996 року пам'ятка була скасована. Скасування статусу відбулось по причині створення акту. Масове враження модрини у віці 100 років стволовою гниллю. Рідкісні та лікарські рослини відсутні (з акту обстеження від 25.10.95 р). 
Вся інформація про створення об'єкту взята із текстів зазначених у статті рішень обласної ради, що надані Державним управлянням екології та природних ресурсів Сумської області Всеукраїнській громадській організації «Національний екологічний центр України» ..